# Dél-afrikai női vízilabda-válogatott
A dél-afrikai női vízilabda-válogatott a Dél-Afrikai Köztársaság nemzeti válogatottja, melyet a Dél-afrikai Úszó-szövetség (angolul: Swimming South Africa) irányít.
Dél-Afrika az Afrikai kontinens legeredményesebb női vízilabda-válogatottja, 2009 óta állandó résztvevője a világbajnokságoknak, olimpián pedig első alkalommal a 2020-as tokiói torna alkalmával vett részt, s a 10. helyen végzett.

## Eredmények

### Nyári olimpiai játékok
- 2020 - 10. hely
- 2024 - Visszalépett

### Világbajnokság
- 2009 - 16. hely
- 2011 - 15. hely
- 2013 - 15. hely
- 2015 - 16. hely
- 2017 - 16. hely
- 2019 - 14. hely
- 2022 - 13. hely
- 2023 - 12. hely
- 2024 - 14. hely
- 2025 - 15. hely

### Világkupa
- 2014 - 7. hely
- 2018 - 8. hely